# Grobla (województwo wielkopolskie)
Grobla – wieś w Polsce położona w województwie wielkopolskim, w powiecie słupeckim, w gminie Słupca, przy trasie drogi wojewódzkiej nr 263.
W latach 1975–1998 miejscowość administracyjnie należała do województwa konińskiego.